# جيرمان كاسيريس
جيرمان كاسيريس (بالإسبانية: German Cáceres)‏ هو ملحن سلفادوري، ولد في 9 يوليو 1954 في سان سلفادور في السلفادور.